# 中華民國—中非共和國關係
中華民國與中非共和國於1962—1998年有官方外交關係，期間多次斷交與復交。1998年第3次斷交後，目前沒有在對方首都互設具大使館功能的代表機構。對中非的相關事務由駐法國台北代表處兼轄。

## 政治

### 外交

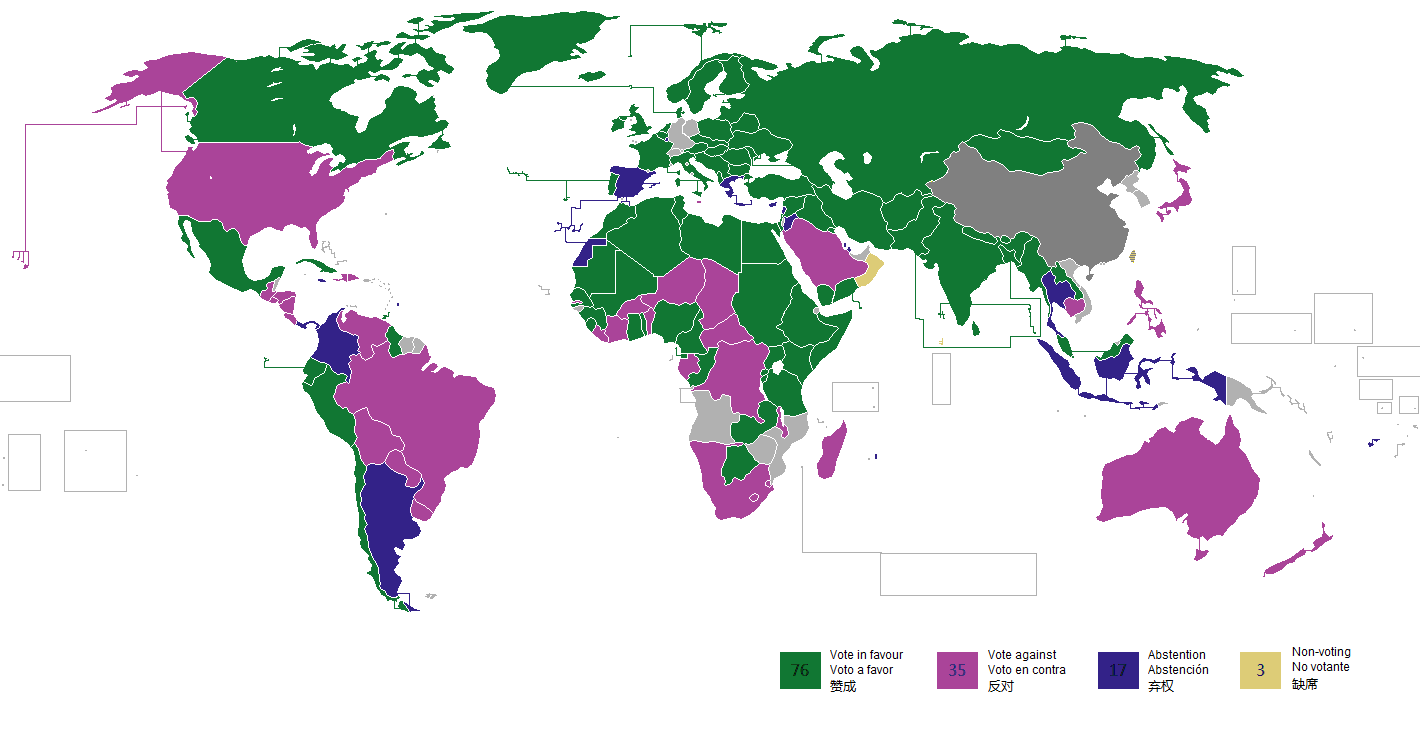
紫色國家表示在1971年的投票中支持中華民國續留聯合國，即《聯合國大會2758號決議》，其中包括中非共和國。

1962年4月13日，建立大使級外交關係。於首都班基設立中華民國駐中非共和國大使館，但沒有派駐大使，而是代辦。中非共和國則未設大使館、派駐大使。
1964年11月5日，與中華民國首次斷交。
1968年5月8日，恢復大使級外交關係，中華民國派駐大使。
1970年，於首都臺北設立中非共和國駐中華民國大使館，並派駐大使。10月8日，中非總統卜卡薩抵臺訪問，總統蔣中正在松山機場以軍禮迎接。
1976年8月23日，與中華民國第二次斷交。
1991年7月8日，再度恢復大使級外交關係，並互設大使館、互派大使。
1992年5月11日，中非總統柯林巴抵台訪問。
1994年10月7日，中非總統巴達塞率領外交暨法語國家事務部長貝達雅-恩加羅、財政計畫暨國際合作部長竇古納（Emmanuel Dokouna）、國會關係部長賈巴（Geraro Gaba）等官員抵台參加中華民國國慶活動；12月，中華民國外交部長錢復訪問中非。
1997年10月，中華人民共和國常駐聯合國代表秦華孫，以聯合國安全理事會輪值主席身分，率團赴中非查訪維和部隊任務執行情形，期間會見總統、總理、國民議會議長等高層人士，並於議會發表演說。中華民國外交部指示大使館隨時掌握情勢演變，並提醒中非政府與之接觸，不得損及與中華民國之關係，外交部常務次長鄭文華也前往中非訪問；11月，中非財政部長道魯格、外交部次長兼常駐聯合國代表費南德斯（Fernández）抵台訪問。
1998年1月29日，與中華民國第三次斷交。

#### 支持中華民國參與國際組織
兩國在第3次邦交期間，中非共和國曾多次支持中華民國參與國際組織。
1993年10月，中非在聯合國大會的總辯論中，為中華民國參與聯合國議題執言。
1994、1995年7月，中非與中華民國的邦交國連署提案，要求聯合國大會設立研究委員會將「根據會籍普遍原則並按照分裂國家在聯合國已建立的平行代表權模式，審議在台灣的中華民國在國際體系中的特殊情況」案列入議程。年底，在聯合國大會的總辯論，以及聯合國成立50週年特別紀念會議中發言支持。
1996年7月，中非與15個中華民國的邦交國提案，要求聯合國大會將「審議聯大第二七五八（XXVI）號決議所造成臺灣地區二千一百三十萬人無法參與聯合國相關活動之問題」案列入議程。
1997年5月，中非與8個中華民國的邦交國向世界衛生組織提案「邀請中華民國以观察员身份參與世界衛生大會」，並在大會中發言支持；9月，中非在聯合國大會的總辯論中，以間接方式為中華民國參與聯合國案執言。

## 經濟

### 貿易
| 年分 | 貿易總額  | 貿易總額  | 貿易總額 | 出口至中非共和國 | 出口至中非共和國 | 出口至中非共和國 | 自中非共和國進口 | 自中非共和國進口 | 自中非共和國進口 | 順逆差  |
| 年分 | 金額      | 年增減    | 排名     | 金額             | 年增減           | 排名             | 金額             | 年增減           | 排名             | 順逆差  |
| ---- | --------- | --------- | -------- | ---------------- | ---------------- | ---------------- | ---------------- | ---------------- | ---------------- | ------- |
| 2017 | 285,516   | ▼51.4%    | 207      | 132,217          | ▼24.7%           | 208              | 153,299          | ▼62.7%           | 184              | 逆差▼   |
| 2018 | 246,489   | ▼13.7%    | 209      | 7,310            | ▼94.5%           | 223              | 239,179          | ▲56.0%           | 177              | 逆差▲   |
| 2019 | 2,483,532 | ▲907.6%   | 177      | 24,810           | ▲239.4%          | 219              | 2,458,722        | ▲928.0%          | 140              | 逆差▲   |
| 2020 | 118,140   | ▼95.2%    | 215      | 29,868           | ▲20.4%           | 217              | 88,272           | ▼96.4%           | 185              | 逆差▼   |
| 2021 | 81,455    | ▼31.1%    | 218      | 78,657           | ▲163.3%          | 213              | 2,798            | ▼96.8%           | 222              | 順差 -- |
| 2022 | 66,180    | ▼18.8%    | 219      | 5,780            | ▼92.7%           | 222              | 60,400           | ▲2,058.7%        | 193              | 逆差 -- |
| 2023 | 1,862,893 | ▲2,714.9% | 179      | 1,796,296        | ▲30,977.8%       | 170              | 66,597           | ▲10.3%           | 183              | 順差 -- |
| 2024 | 465,935   | ▼75.0%    | 201      | 452,311          | ▼74.8%           | 190              | 13,624           | ▼79.5%           | 205              | 順差▼   |

2023年的兩國貿易項目如下：
出口至中非共和國的項目為：氰化物、氧氰化物與氰錯离子化合物；自動資料處理機及其附屬單元、磁性或光學閱讀機；內科、外科、牙科或兽医用儀器與用具；特殊物品，含出口未超過5萬新臺幣之小額報單與其他零星物品等。
自中非共和國進口的項目為：原木；紡織材料填充料及其製品、紡織纖維屑與小絨球；具有學術或貨幣價值之收集品與珍藏品；特殊物品，含進口未超過5萬新臺幣之小額報單與其他零星物品；電阻器等。

## 援助

### 醫療
1991年11月29日，成立駐中非醫療團，主要任務為負責友誼醫院及總統府醫療所的門診工作。

### 農業
1992年2月，中華民國派出農業考察團前往中非，8月23日，派駐農業技術團，下設5個分團，以協助水稻、蔬菜、瓜果、旱作栽培推廣。為加強合作關係，於1994年5月設立姆波科農漁牧示範訓練推廣中心，增加水產養殖、畜牧等計畫。1996年5月，中非發生兵變，農技團設備及財務損失嚴重。

### 事件
兩國在邦交期間，中國輸出入銀行（輸銀）提供貸款資助中非共和國。斷交後，輸銀於2015年12月向美國紐約南區聯邦地區法院提告，求償包括未償還貸款與利息。法院於2017年1月判決中非共和國須償還1億5,490萬美元給輸銀。

## 協定
| 日期           | 簽署                                                                                                  | 備註     |
| -------------- | --- | -------- |
| 1964年5月19日  | 《中華民國與中非共和國為發展手工業技術合作協定》                                                      |          |
| 1968年6月16日  | 《中華民國與中非共和國技術合作協定》                                                                  | [ 註 2 ] |
| 1970年10月16日 | 《中華民國與中非共和國商務協定》                                                                      |          |
| 1992年10月29日 | 《中華民國政府與中非共和國政府間醫療技術合作協定》 《中華民國政府與中非共和國政府間農業技術合作協定》 | [ 註 3 ] |

## 簽證

持中華民國護照的中華民國國民簽證要求分布圖：入境中非共和國需要簽證。

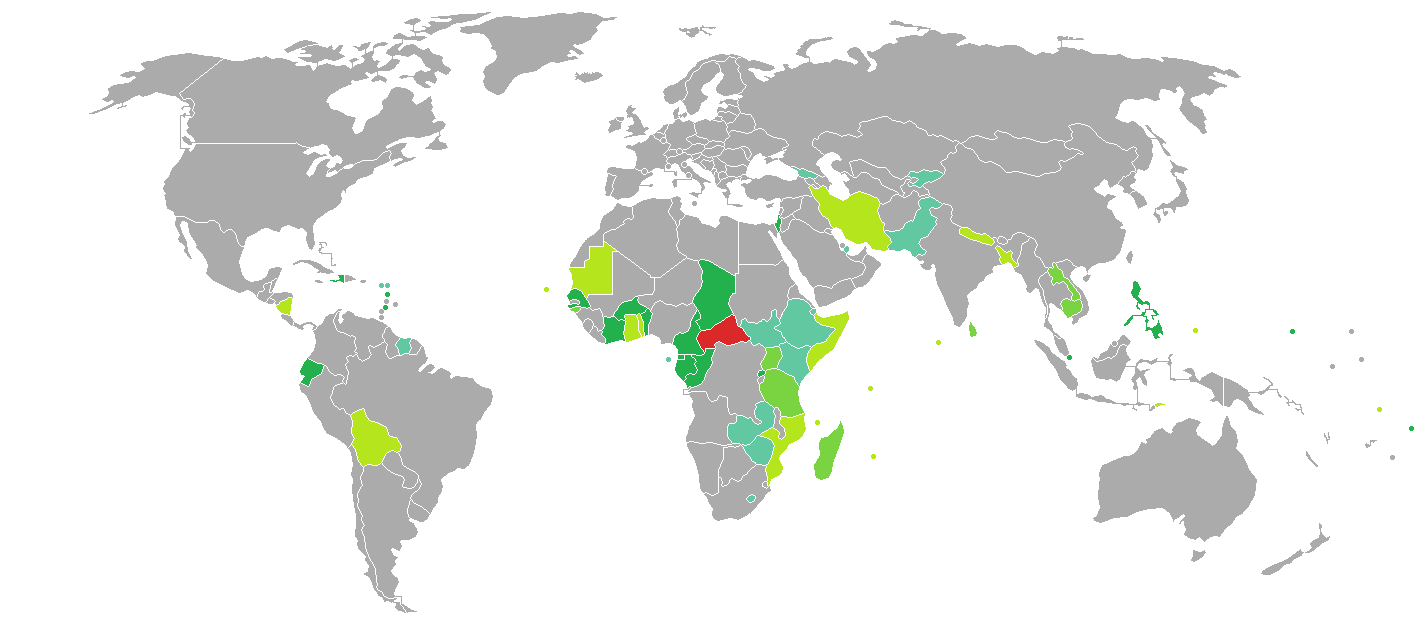
持中非共和國護照的中非共和國人口簽證要求分布圖：入境中華民國需要簽證。

兩國國民皆須申請簽證方可入境對方國家。持中華民國護照的中華民國國民可前往中非駐南非、法国大使館申請簽證。入境須出示黄热病的國際疫苗接種證明（黃皮書）。
持中非共和國護照的中非國民抵台參加由中央政府機關主辦、協辦或贊助之國際會議、運動賽事、商展或其他活動，可以電子簽證入境中華民國，停留最多30天並不得延期。

## 交通

### 航空

#### 客運
兩國無直航班機，可經由（截至2023年6月26日）：
- 臺北→巴黎，再轉機前往中非的班吉-姆波科国际机场。

### 駕車
持有中華民國國際駕駛執照或申請中非駕駛執照，並投保車險，可在中非駕車。

## 外部連結
- 中華民國外交部－中非共和國簡介 （页面存档备份，存于）
- 駐法國臺北代表處
- 外交部領事事務局－國外旅遊警示分級表
- 中華民國衛生福利部－國際旅遊疫情建議等級
- 中華民國國際經濟合作協會 （页面存档备份，存于）